# Arvid Carlsson
Pour les articles homonymes, voir Carlsson.
Per Arvid Emil Carlsson, né le 25 janvier 1923 à Uppsala en Suède et mort le 29 juin 2018 à Göteborg (Suède),, est un médecin et neurobiologiste suédois.
Il reçoit le prix Nobel de physiologie ou médecine en 2000 pour ses travaux sur la dopamine.

## Biographie
Arvid Carlsson est le fils de l'historien Gottfrid Carlsson. Il fait ses études de médecine à l'université de Lund à partir de 1941, qu'il doit interrompre pour son service militaire bien que son pays soit neutre durant la Seconde Guerre mondiale. À la fin des hostilités, il participe à l'examen des prisonniers des camps de concentration amenés en Suède par Folke Bernadotte. En 1951, il reçoit son diplôme de médecine et sa thèse de science. Il est recruté à l'université de Göteborg en 1959 où il travaille sur les neurotransmetteurs.
En 1979, il est lauréat du Prix Wolf de médecine avec Roger Sperry.
En 2000, il est le corécipiendaire avec Eric Kandel et Paul Greengard du prix Nobel de physiologie ou médecine pour sa caractérisation du rôle de la dopamine dans la maladie de Parkinson.

## Apports scientifiques
Les travaux d'Arvid Carlsson ont essentiellement porté sur la description du rôle de la dopamine comme neurotransmetteur et non comme simple précurseur de la norépinéphrine.